# Chaurai Khas
Chaurai Khas é uma cidade e uma nagar panchayat no distrito de Chhindwara, no estado indiano de Madhya Pradesh.

## Demografia
Segundo o censo de 2001, Chaurai Khas tinha uma população de 11 399 habitantes. Os indivíduos do sexo masculino constituem 52% da população e os do sexo feminino 48%. Chaurai Khas tem uma taxa de literacia de 69%, superior à média nacional de 59,5%; a literacia no sexo masculino é de 74% e no sexo feminino é de 63%. 13% da população está abaixo dos 6 anos de idade.